# 올모스트 차밍
《올모스트 차밍》(프랑스어: Un prince (presque) charmant)은 2013년 공개된 프랑스의 영화이다.

## 출연

### 주연
- 벵상 뻬레
- 바히나 지오칸테

### 조연
- 쟈크 웨버
- 니콜 칼팬
- 클로이 콜루드
- 제롬 키르셰
- 무사 마스크리